# Moscow (Radsportteam)
Moscow war ein russisches Straßenradsportteam.
Die Mannschaft wurde im November 2008 gegründet und nahm 2009 und 2010 als Continental Team an den UCI Continental Circuits teil. Manager war Renat Chamidulin, der von den Sportlichen Leitern Pawel Chamidulin, Alexander Tolkatschew und Sergei Wolostnych unterstützt wurde.

## Saison 2010

### Erfolge in der UCI Europe Tour
In den Rennen der Saison 2010 der UCI Europe Tour gelangen die nachstehenden Erfolge.
| Datum     | Rennen                          | Kat. | Fahrer           |
| --------- | ------------------------------- | ---- | ---------------- |
| 23. April | 2. Etappe Grand Prix of Adygeya | 2.2  | Jewgeni Kowaljow |
| 6. Mai    | 1. Etappe Five Rings of Moscow  | 2.2  | Iwan Kowaljow    |

In der Saison 2010 bestand das Team Moscow aus folgenden Radfahrern:

### Zugänge – Abgänge
| Zugänge           | Team 2009                | Abgänge                        | Team 2010                |
| ----------------- | ------------------------ | ------------------------------ | ------------------------ |
| Jewgeni Sokolow   | Bbox Bouygues Télécom    | Pawel Ptaschkin                | Itera-Katusha            |
| Jewgeni Reschetko | Katusha Continental Team | Wladimir Lichatschew           | Katusha Continental Team |
| Maxim Pokidow     | Neoprofi                 | Alexei Schmidt                 | Team Type 1              |
|                   |                          | Ildar Sakirow                  | Unbekannt                |
|                   |                          | Sergei Schtscherbakow          | Unbekannt                |
|                   |                          | Alexander Wolkow               | Unbekannt                |
|                   |                          | Andrei Kljujew (bis 31.07.)    | Unbekannt                |
|                   |                          | Denis Kusnezow (bis 31.07.)    | Unbekannt                |
|                   |                          | Denis Losinski (bis 31.07.)    | Unbekannt                |
|                   |                          | Maxim Pokidow (bis 31.07.)     | Unbekannt                |
|                   |                          | Maxim Rasumow (bis 31.07.)     | Unbekannt                |
|                   |                          | Jewgeni Reschetko (bis 31.07.) | Unbekannt                |
|                   |                          | Ilja Sirzew (bis 31.07.)       | Unbekannt                |
|                   |                          | Sergei Walynin (bis 31.07.)    | Unbekannt                |

### Mannschaft
| Name                | Geburtstag        | Nationalität | Team 2011          |
| ------------------- | ----------------- | ------------ | ------------------ |
| Kirill Baranow      | 13. April 1989    | Russland     | Itera-Katusha      |
| Alexander Chatunzew | 11. Februar 1985  | Russland     |                    |
| Michail Kalinow     | 11. Juni 1988     | Russland     |                    |
| Sergei Kolesnikow   | 10. März 1986     | Russland     | Amore & Vita-Conad |
| Iwan Kowaljow       | 26. Juli 1986     | Russland     |                    |
| Jewgeni Kowaljow    | 6. März 1989      | Russland     | Itera-Katusha      |
| Jewgeni Sokolow     | 11. Juni 1984     | Russland     |                    |
| Waleri Walynin      | 10. Dezember 1986 | Russland     |                    |

## Saison 2009

### Erfolge in der UCI Europe Tour
In den Rennen der Saison 2009 der UCI Europe Tour gelangen die nachstehenden Erfolge.
| Datum      | Rennen                               | Kat. | Fahrer              |
| ---------- | ------------------------------------ | ---- | ------------------- |
| 8. Mai     | 3. Etappe Five Rings of Moscow       | 2.2  | Alexander Chatunzew |
| 9. Mai     | 4. Etappe Five Rings of Moscow       | 2.2  | Iwan Kowaljow       |
| 12. Mai    | Grand Prix of Moscow                 | 1.2  | Alexander Chatunzew |
| 3. Juni    | 2. Etappe Bałtyk-Karkonosze Tour     | 2.2  | Jewgeni Kowaljow    |
| 4. Juni    | 3. Etappe Bałtyk-Karkonosze Tour     | 2.2  | Kirill Baranow      |
| 1.–7. Juni | Gesamtwertung Bałtyk-Karkonosze Tour | 2.2  | Sergei Kolesnikow   |

## Platzierungen in UCI-Ranglisten
UCI America Tour
| Saison | Mannschaftswertung | Fahrerwertung                                 |
| ------ | ------------------ | --------------------------------------------- |
| 2009   | 46.                | Andrei Kljujew (374.)                         |
| 2010   | 26.                | Sergei Kolesnikow (248.) Iwan Kowaljow (248.) |

UCI Europe Tour
| Saison | Mannschaftswertung | Fahrerwertung           |
| ------ | ------------------ | ----------------------- |
| 2009   | 49.                | Sergei Kolesnikow (63.) |
| 2010   | 74.                | Waleri Walynin (303.)   |